# Mercal

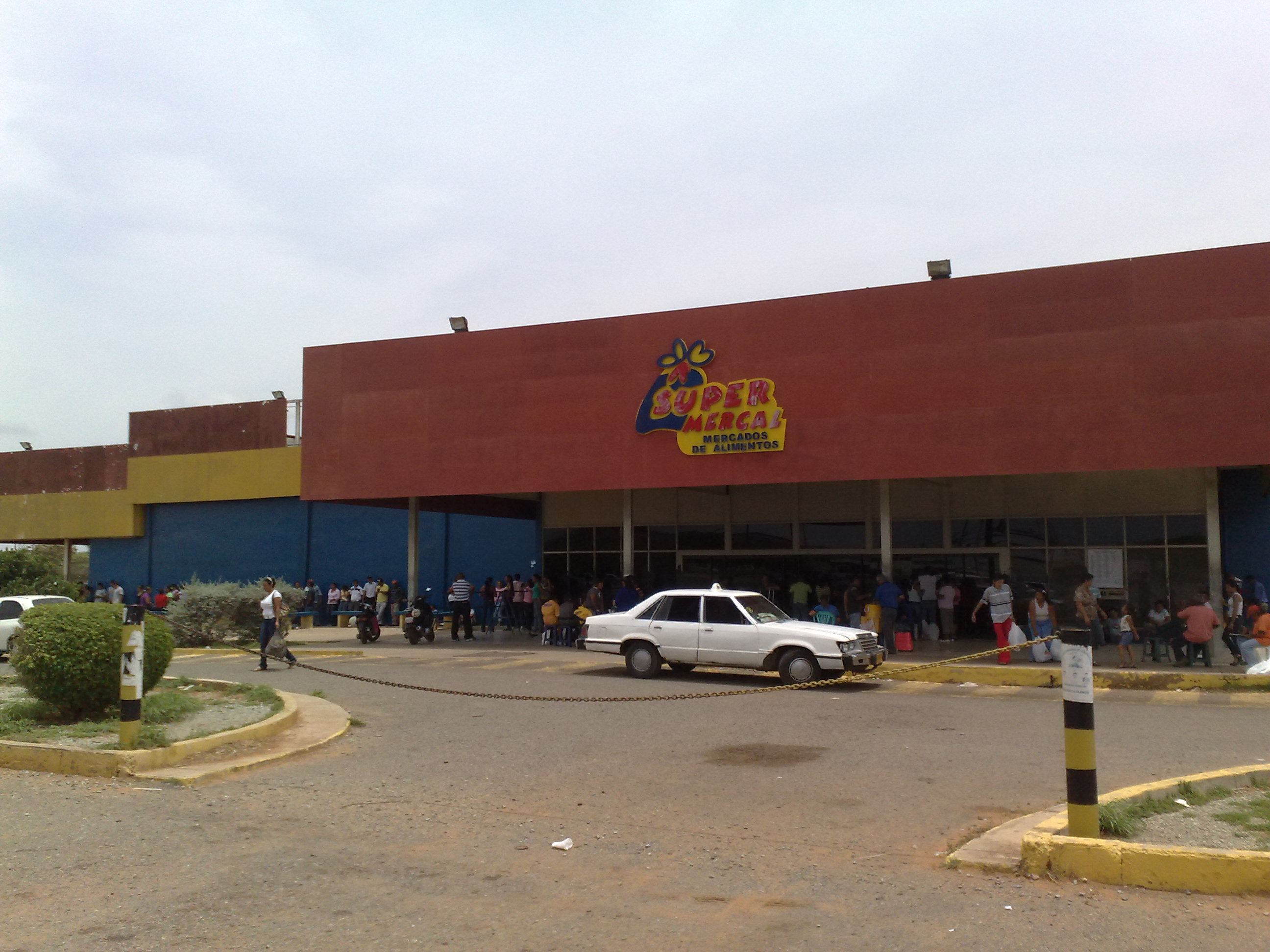
Súper Mercal de Judibana.

La mission Mercal (en espagnol : Misión Mercal, comme MERCado de ALimentos, Marché d'aliments) est un programme de distribution de nourriture subventionnée créé au Venezuela le 24 avril 2003. Il dépend du Ministère de l'Alimentation.
Le réseau est constitué de supermarchés ("Mercales"), superettes ("Mercalitos") et espaces de vente temporaires, de taille plus importante, organisés sur la voie publique ("Megamercales"). Ces derniers, d'une durée d'un jour, comptent également des espaces prenant en charge des consultations en odontologie et ophtalmologie.